# Oberwölz
Oberwölz is een gemeente in de Oostenrijkse deelstaat Stiermarken, en maakt deel uit van het district Murau. Het telt 2.939 inwoners (2022), waarvan er 372 in het stadje zelf wonen. 
Oberwölz is de kleinste stad van Stiermarken (in 1305 verkreeg het stadsrechten). Zijn vroegere belang dankte het aan zijn rol als overlaadplaats voor ijzer, aan de mijnbouw en aan goede bergpassen. Uit deze tijd zijn de stadsmuren en verdedigingstorens bewaard. Het stadje lijkt op een dorp en ligt in het district Murau aan de voet van de Wölzer Tauern, niet ver van de Sölkpas.
Boven het stadje ligt het zich in privébezit bevindende “Schloss Rothenfels”. Tussen 1007 en 1803 behoorde het Wölzer Tal tot het prinsbisdom Freising.
De gemeente Oberwölz Stadt werd in 2015 uitgebreid met Oberwölz Umgebung, Schönberg-Lachtal en Winklern bei Oberwölz en heet sindsdien kortweg Oberwölz. 

## Bekende inwoners
- Julius Wess, natuurkundige